# Lars Sandberg (sjukgymnast)
Lars Wilhelm Sandberg, född 25 april 1877 i Stockholm, död där 5 februari 1961 i Stockholm, var en svensk sjukgymnast.
Lars Sandberg var son till tjänstemannen i Järnvägsstyrelsen Lars Nilsson Sandberg. Efter mogenhetsexamen i Stockholm 1899 genomgick han Gymnastiska centralinstitutet och blev gymnastikdirektör 1902. Han var 1902–1904 assistent vid Kneippbaden och samtidigt ledare för Norrköpings gymnastikklubb och Norrköpings gymnastikförening. Från 1904 innehade han ett sjuk- och friskgymnastikinstitut i Bryssel, där han även var föreståndare för den sjukgymnastiska avdelningen vid Saint Jeansjukhuset 1911–1935 och vid sjukhuset Saint Pierre 1935–1937. 1904 bildade han vid Bryssels universitet gymnastikföreningen Ling-Universitas, vars ledare han var 1904–1934. Sandberg tog initiativet till en högskola för fysisk fostran vid Bryssels universitet, organiserad efter Lings principer. 1921–1947 var Sandberg vice ordförande och från 1948 ordförande för Svenska sjukgymnastiksällskapet Ling, i vars tidskrift Svenska Gymnastiken i In- och Utlandet han var en flitig medarbetare. Från 1921 var Sandberg belgisk hovsjukgymnast. Bland hans skrifter märks Analyse des exercices fondamentaux de la gymnastique pédagogique suédoise (1905). Han tog 1922 initiativet till Nordiska sällskapet i Bryssel, vars ordförande och sekreterare han var.